# 필리핀 국영 철도 현대로템 DMU
필리핀 국영 철도 현대로템 DMU(PNR Hyundai Rotem DMU)는 2009년부터 필리핀 국영 철도(PNR)에서 운영하는 현대로템제 디젤 동력분산식 열차(DMU)이다.

## 역사
글로리아 마카파갈 아로요 필리핀 대통령 재임 시절, 필리핀 국영 철도의 지하철 통근 노선을 재건축하는 사업이 추진되었다.
2007년 대우중공업·한진중공업·로템으로 구성된 한국 3사 컨소시엄이 노스레일-사우스레일 연결 사업의 1단계 계약을 체결하였다. 컨소시엄은 필리핀 국철측이 협상 조달 방식을 통해 임명하였다. 4,909만 달러 규모의 이 사업은 한국수출입은행으로부터 5,042만 달러의 대출을 받아 자금을 조달하였다.

## 갤러리

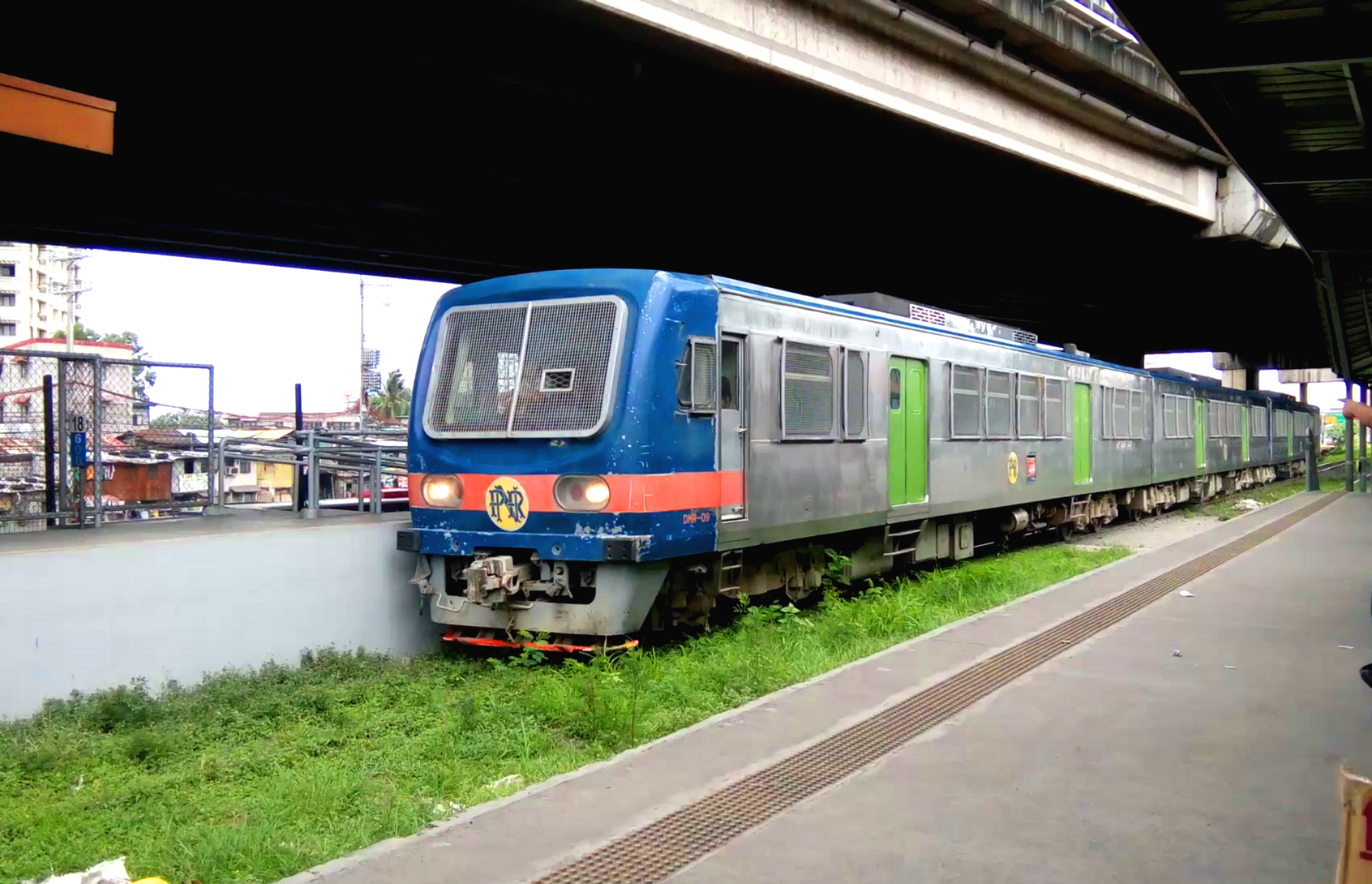
FTI역(2019년 7월)
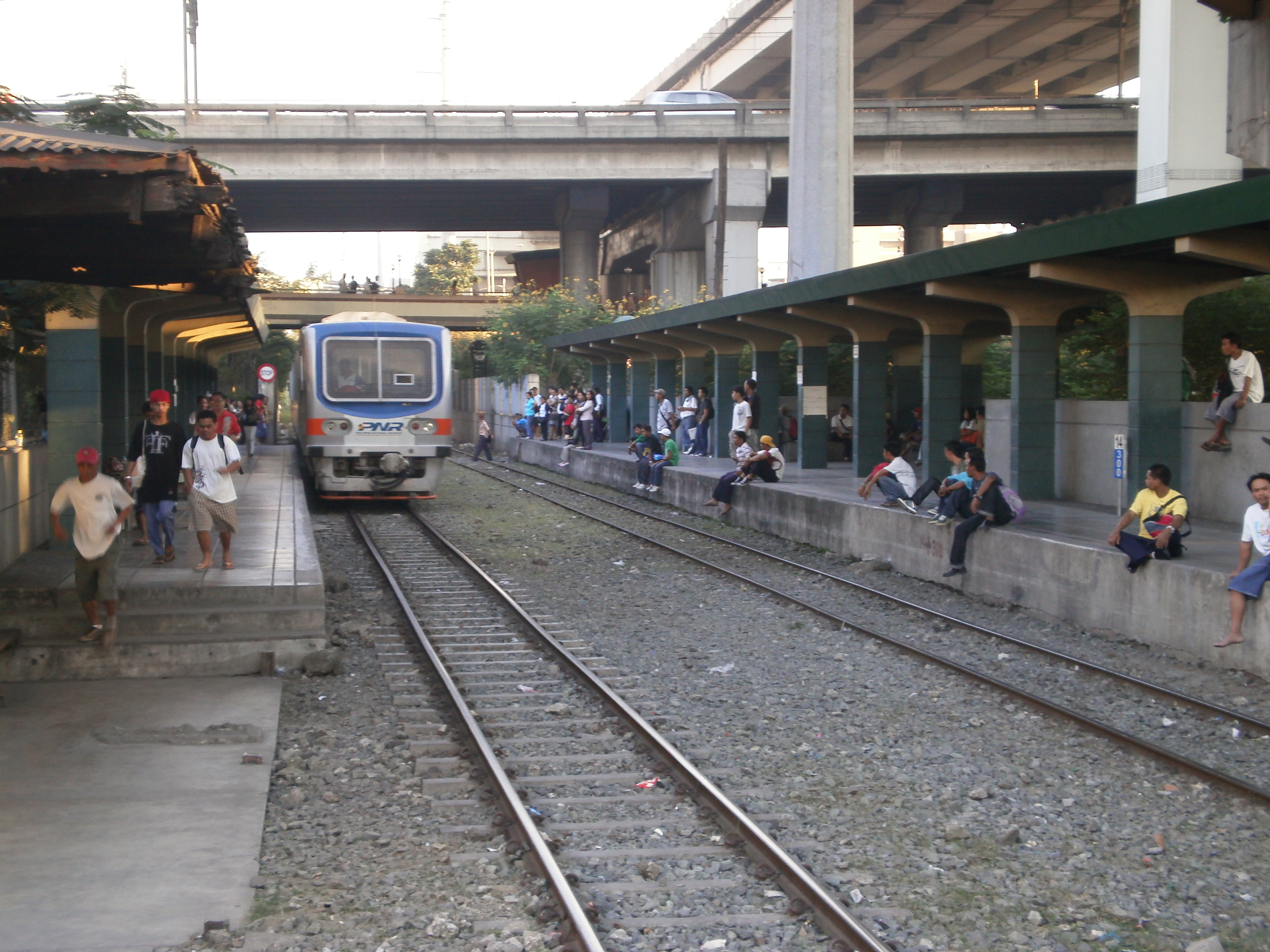
EDSA역의 DMU(2011년)
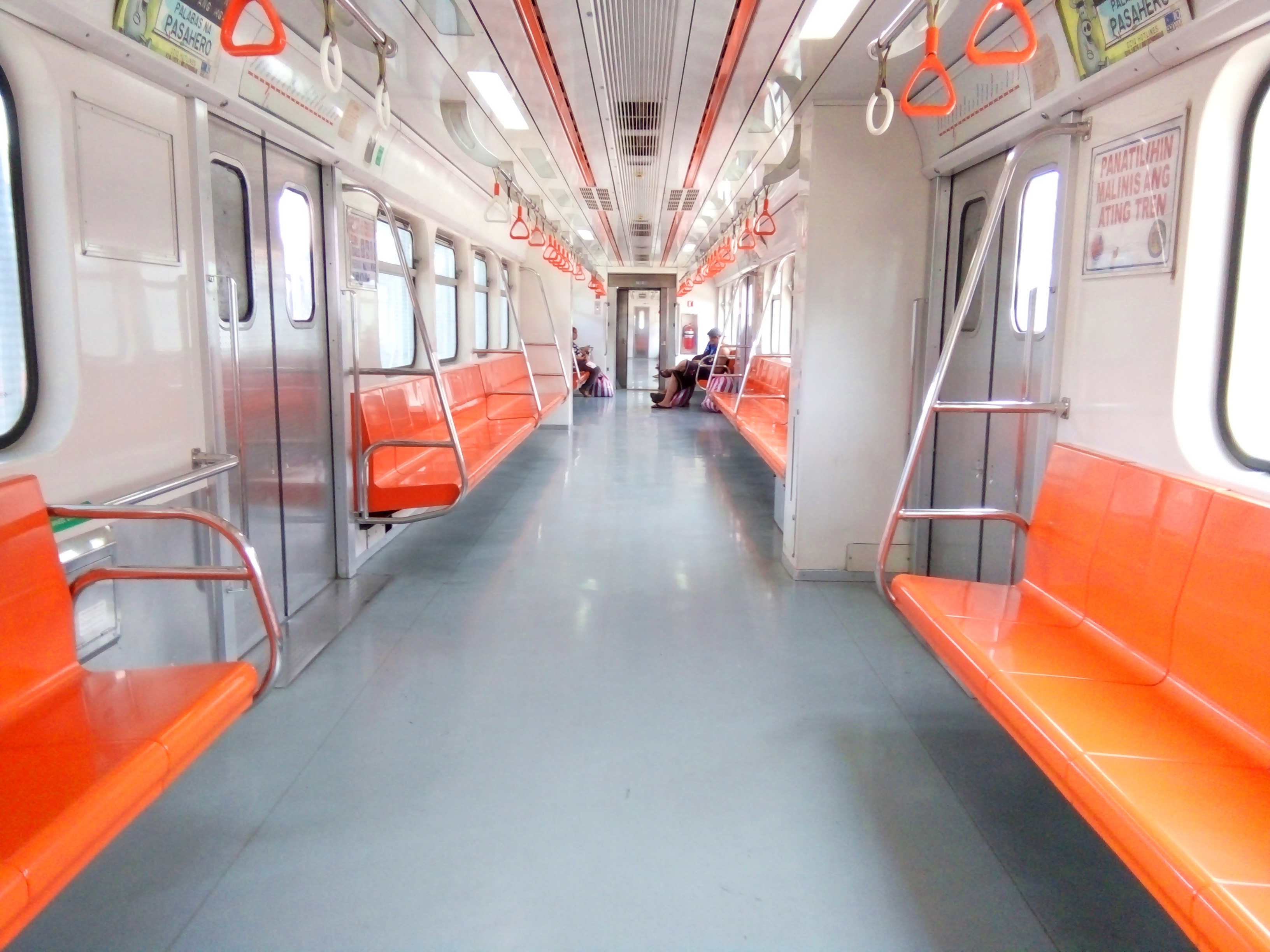
실내 디자인